# 智谱清言
智谱清言是由北京智谱华章科技有限公司开发的生成式人工智能聊天機器人，于2023年8月31日上线，该产品具备AI成文字、图片、视频等功能。

## 历史
2019年，北京智谱华章科技有限公司（以下简称智谱科技）成立。
2023年8月31日，智谱科技推出的人工智能大语言模型“智谱清言（ChatGLM）”通过了中华人民共和国《生成式人工智能服务管理暂行办法》备案，备案号为“Beijing-ChatGLM-20230821”，同日，智谱清言正式上线，其具备通过对话实现智能服务的功能。
2024年07月26日，智谱清言上线AI生成视频模型——清影，该智能模型可以通过用户输入的文字或上传的图片生成视频。同年8月，智谱清言上线视频通话功能，用户可以通过视频通话的方式与其互动。